# Пьюгаттук, Аннабелла
Аннабелла Пьюгаттук (англ. Annabella Piugattuk) — канадская актриса, представительница коренного населения самой крупной канадской территории Нунавут. Известна своей ролью в фильме «Идущий по снегу» 2003 года.

## Биография
Аннабелла Пьюгаттук родилась 19 декабря 1982 года в Фробишер-Бее, городе в составе Северо-Западных территорий Канады (сейчас это город Икалуит в регионе Кикиктани канадской территории Нунавут). Вместе со своими четырьмя братьями и младшей сестрой Аннабелла росла у деда, в поселении Иглулик на маленьком одноимённом острове в заливе Фокс. Практически всё детство прошло под рассказы деда об их родовом прошлом, что способствовало развитию глубокого понимания традиций инуитов.
Благодаря школьному учителю, Аннабелла заинтересовалась актёрским мастерством в 8-м классе. В 19 лет она прочитала статью в Nunatsiaq News о проводимом в городе кастинге актёров из местного населения для нового фильма «Идущий по снегу». Воодушевлённая матерью, Аннабелла получила копию сценария от представителей компании. Директор по подбору актёров Джаред Валентайн (англ. Jared Valentine) предложил ей попробоваться на роль Канаалак. После посещения местных прослушиваний Пьюгаттук и пять других финалистов были приглашены в Ванкувер для следующего этапа. Через несколько недель после возвращения домой Аннабелла получила уведомление, что ей предложили роль.
Как и сыгранный ею персонаж, Пьюгаттук является исполнительницей инуитского горлового пения, умеет ловить рыбу, охотиться на тюленей и моржей, шить одежду из шкур карибу, критиками были отмечены её естественность, позволившую передать эмоциональность и духовную природу её народа. За фильм «Идущий по снегу» Аннабелла была номинирована на премию «Джини» в категории Лучшая актриса второго плана.
После «Идущего по снегу» Аннабелла снялась в нескольких эпизодических ролях. Увлекается музыкой (хип-хоп), записала несколько музыкальных дисков с традиционным горловым пением. Проживает в Ванкувере.

## Фильмография
| Год  |     | Русское название | Оригинальное название | Роль                           |
| ---- | --- | ---------------- | --------------------- | ------------------------------ |
| 2003 | ф   | Идущий по снегу  | The Snow Walker       | Канаалак / Kanaalaq            |
| 2005 | мтф | На Запад         | Into the West         | Танцующая Вода / Dancing Water |
| 2012 | кор | Поиски           | Hunt                  | Элисапи Браун / Elisapee Brown |